# Calligrafia

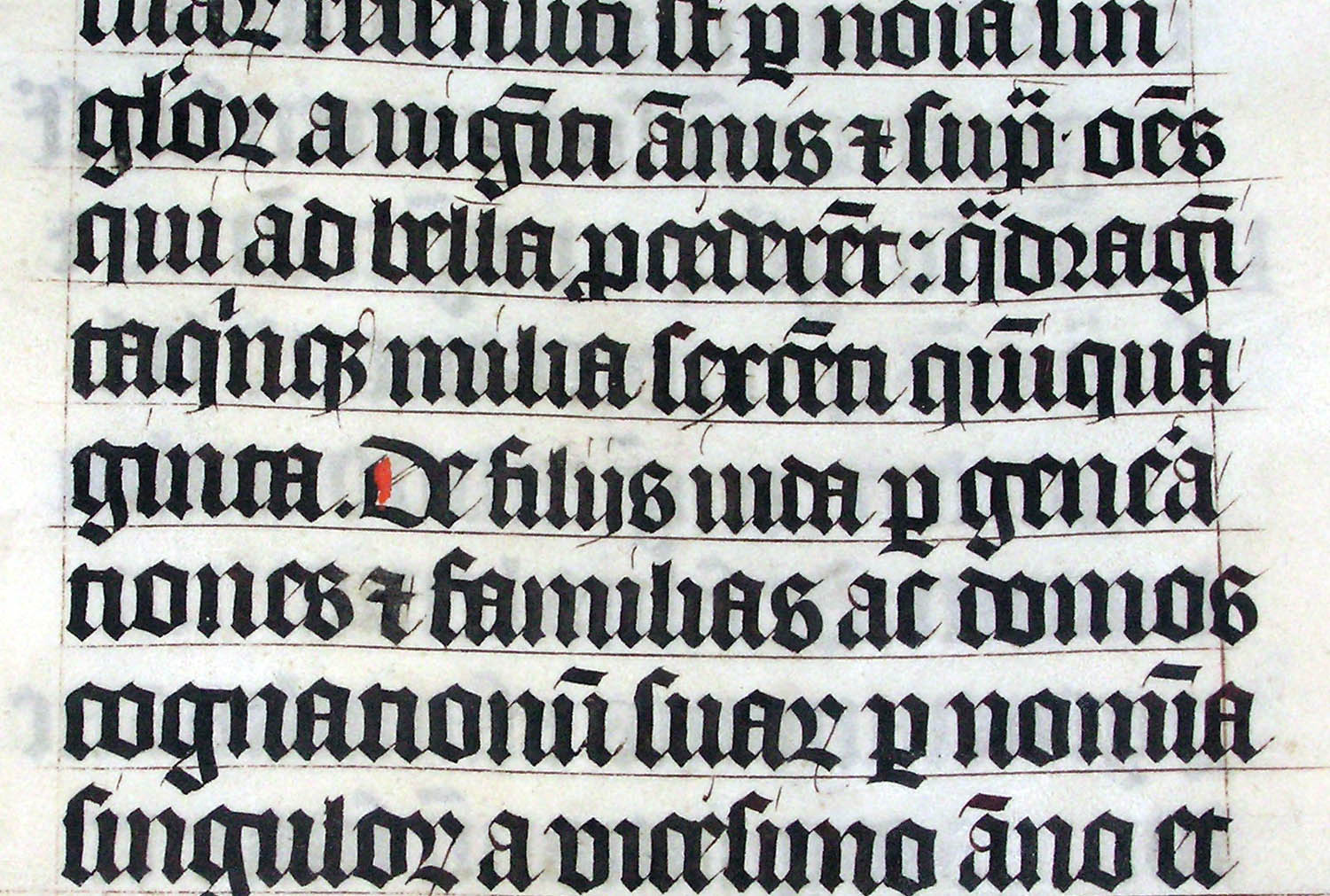
Bibbia latina scritta da Gerard Brils in Belgio nel 1407. Conservata all'Abbazia di Malmesbury, Inghilterra.
suarum recensiti sunt per nomina sin /
glorum a viginti annis et supra omnes /
qui ad bella procederent:(25) quadragin /
ta quinque milia sescenti quinqua /
ginta. (26) De filiis Iuda per genera /
tiones et familias ac domos /
cognationum suarum per nomina /
singulorum a vicesimo anno et /
(Numeri 1:24-26)
Da notare le abbreviazioni: il simbolo per (-rum), (prima parola della seconda riga), le sbarre sopra le vocali a indicare una n, "viginti annus" (seconda riga), il simbolo per "et" (ma a fine testo è scritto per intero), la 'p' modificata al posto di 'per', i punti sopra le lettere a indicare lettere mancanti

La calligrafia (dal greco καλός calòs "bello" e γραφία graphìa "scrittura") è la disciplina che insegna a tracciare una scrittura regolare, elegante e ornata e l'arte che la manifesta.
Nell'antichità è stata sviluppata spesso in ambito religioso, laddove era possibile indulgere all'arte come forma di comunicazione.

## Calligrafia occidentale
La calligrafia occidentale risale agli scribi greci e romani e si sviluppò poi nel periodo romanico con la grafia semionciale, che si distinse da quella bizantina, e poi con la fioritura del Gotico nel Medioevo, che produsse pregevoli manoscritti miniati. I libri scritti e decorati a mano divennero meno comuni dopo l'invenzione della stampa a opera di Johannes Gutenberg nel XV secolo.
Verso la fine del Quattrocento si diffusero i primi manuali in coincidenza con il successo della lettera corsiva, tra i quali il manoscritto dell'umanista Felice Feliciano, che nel 1463 istruì i lettori sulla costruzione geometrica delle lettere, e soprattutto l'Operina da imparare di scrivere littera cancellarescha del 1522 scritto da Ludovico degli Arrighi e i popolarissimi trattati di Giambattista Palatino del 1540 e del Cresci (1560) con una ornamentazione più barocca.
Dopo che nel XVII secolo si diffuse il gusto barocco che modificò alcune caratteristiche della calligrafia del Cinquecento, introducendo una maggiore rotondità, si assistette per tutto il Seicento a una lotta tra il sistema cancelleresco italiano e quello francese, detto cursive françoise. Alla fine prevalse il modello italiano anche se i più grandi calligrafi francesi, come il Barbedor riuscirono a raggiungere una soluzione di compromesso..
Grazie alla supremazia culturale conquistata dalla Francia di Luigi XIV, i modelli francesi, seppur in origine italiani, si diffusero un po' dovunque, dando vita a un periodo aureo francese grazie alla presenza di ottimi trattatisti, incontrando resistenza in Inghilterra, dove i maestri di letteratura dell'Università di Oxford misero a punto la corsiva inglese, solo in parte influenzato dai francesi, e in Germania, dove lo spirito riformista e nazionalista spinse i calligrafi locali verso una posizione vicina alla gotica, chiamata Fraktur.
Successivamente la calligrafia subì un calo di interesse e decadde fino alla fine del XIX secolo, quando William Morris, l'Arts and Crafts Movement ed Edward Johnston la rivalutarono e la resero nuovamente popolare, imponendo la corsiva inglese. Molti importanti calligrafi contemporanei sono originari di Paesi anglosassoni, benché l'intera Europa esprima a tutt'oggi solide personalità in questa poco nota arte.
Tra i contemporanei, nomi rilevanti sono Hermann Zapf, Thomas Ingmire, Fernando Lembo di Pino, Rudolf Koch.

## Calligrafia estremo-orientale

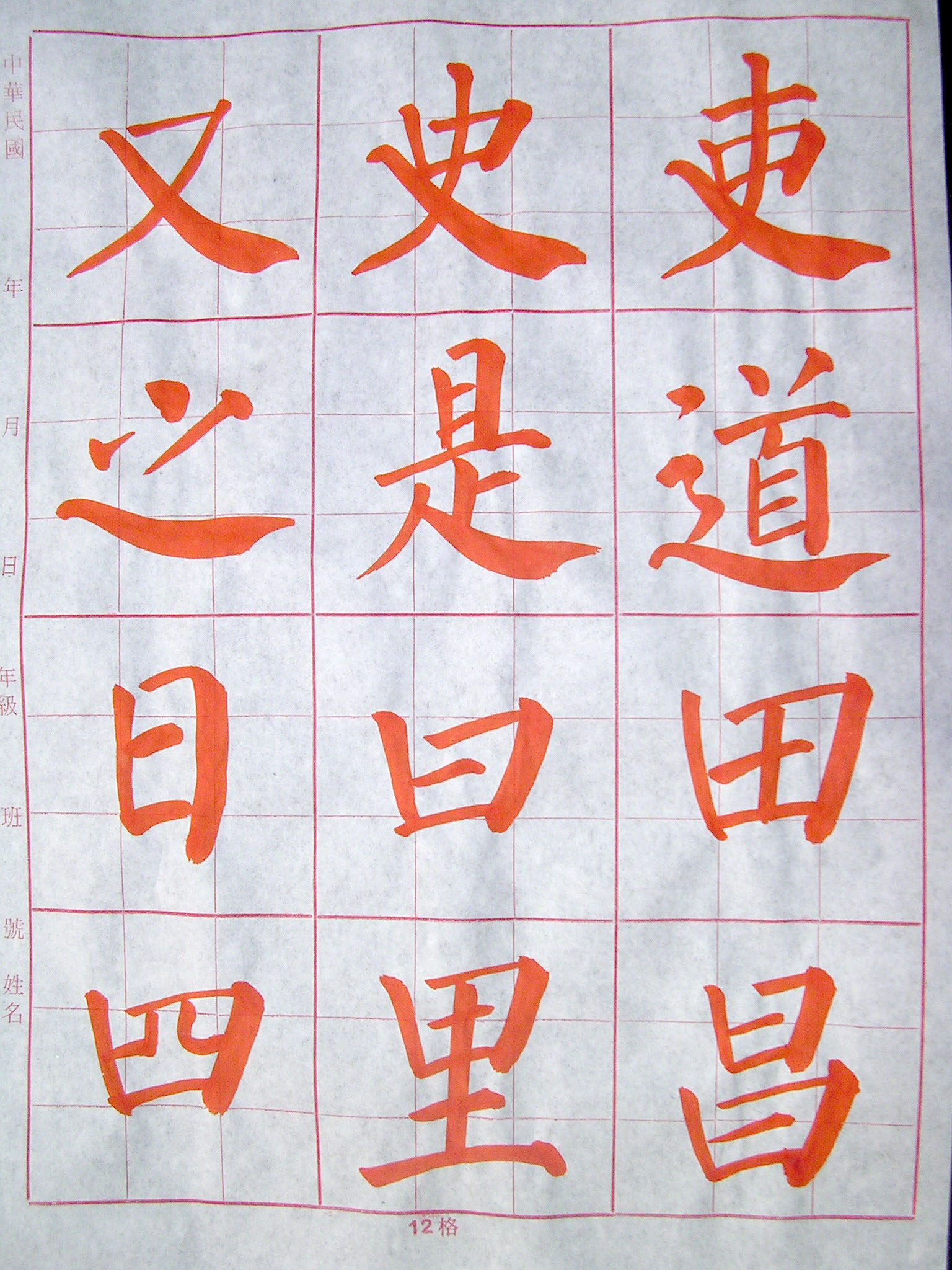
Calligrafia cinese

La calligrafia estremo-orientale usa tipicamente pennelli e inchiostro per scrivere i sinogrammi.
La calligrafia (in cinese, shūfǎ 書法, lett. "via/regola/metodo della scrittura", in lingua vietnamita thư pháp (書法), in coreano sŏye (서예?, 書藝?), lett. "abilità nella scrittura" in giapponese shodō 書道, lett. "la via della scrittura") è considerata un'arte importante nell'Asia orientale e la più raffinata forma di pittura.
La calligrafia ha avuto ripercussioni sulla maggior parte delle forme d'arte delle aree influenzate dalla civiltà cinese, ad esempio la pittura ad inchiostro e acqua, uno stile di pittura orientale che impiega l'inchiostro di china.
Molti sono stati, inoltre, i calligrafi e gli artisti occidentali affascinati dalle scritture orientali che hanno operato in questi "diversi territori" dell'Arte della scrittura (shodō).

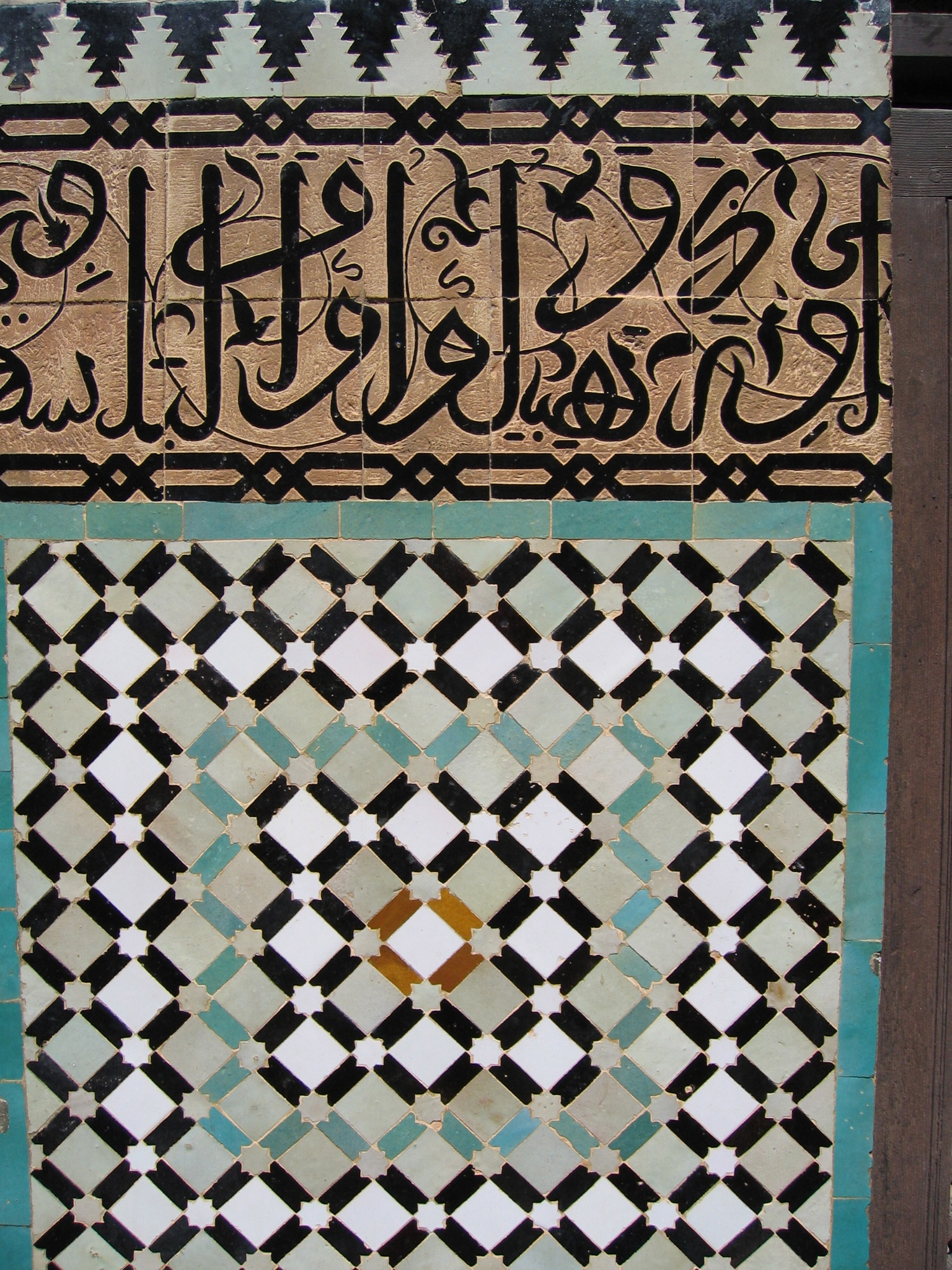
Un calligramma arabo usato come ornamento architettonico. Mekhnes, Marocco

## Calligrafia araba o ottomana
La calligrafia araba è spesso rappresentata nell'arte musulmana e svolge una funzione di ispirazione. Le scuole calligrafiche facevano parte del curriculum degli studenti di teologia.
L'uso della calligrafia nell'arte fu favorito dalle restrizioni religiose sull'arte figurativa. Quando usata in maniera decorativa, la calligrafia araba è spesso così ornata da risultare difficilmente leggibile anche a un occhio esperto ed è spesso impreziosita da elaborati di oro e da incorniciature a colori.